# Сейчанове
Сейча́нове (каз. Сейчаново) — озеро на території Казахстану.
Озеро розташоване по правому березі річки Карасу, правому рукаві Хобди.
Береги озера заросла очеретом.